# Simbakubwa kutokaafrika
Simbakubwa kutokaafrika (grande leão da África) é um fóssil de uma espécie extinta de mamífero dentro da família Hyainailouridae. Viveu durante o período Mioceno e foi encontrado no Quênia dos dias atuais. O fóssil foi datado de aproximadamente 23 milhões de anos. Alcançando até 1.500 kg, era sete vezes maior que um leão adulto.
Simbakubwa tinha molares de 6 centímetros de comprimento e caninos de 10 centímetros de comprimento.  Pesquisadores estimam que a criatura de 1,2 metro de altura teria pesado 1.500 kg e mediria 2,4 metros do focinho até a cauda, tornando-o maior que um urso polar e um dos maiores carnívoros mamíferos já registrados.